# 國立苗栗特殊教育學校
國立苗栗特殊教育學校（National Miaoli Special School），簡稱苗栗特教，是臺灣苗栗縣苗栗市一所國立特殊教育學校。

## 校史
- 1998年8月成立籌備處。
- 1999年7月「臺灣省立苗栗特殊教育學校」創校。
- 2000年年2月改隸為「國立苗栗特殊教育學校」。

## 外部連結
- 國立苗栗特殊教育學校 （页面存档备份，存于）